# Kevin Joseph Farrell
Kevin Joseph Farrell (Dublino, 2 settembre 1947) è un cardinale e vescovo cattolico irlandese naturalizzato statunitense, dal 15 agosto 2016 prefetto del Dicastero per i laici, la famiglia e la vita, dal 14 febbraio 2019 camerlengo di Santa Romana Chiesa, dal 29 settembre 2020 presidente della Commissione di materie riservate, dal 7 giugno 2022 presidente del Comitato per gli investimenti e dal 1º gennaio 2024 presidente della Corte di cassazione dello Stato della Città del Vaticano.

## Biografia
Kevin Joseph Farrell nasce il 2 settembre 1947 a Dublino, la capitale dell'Irlanda. Dopo aver completato le scuole primaria e secondaria, nel 1966 entra nella congregazione dei Legionari di Cristo, di cui è già membro il fratello maggiore Brian, che poi diventerà anch'egli vescovo. Frequenta l'Università di Salamanca in Spagna, e poi la Pontificia Università Gregoriana a Roma. Ottiene la licenza in filosofia e in teologia all'Università di San Tommaso a Roma. In seguito compie un master's degree in business administration all'Università di Notre Dame (USA). Viene ordinato sacerdote dei Legionari di Cristo il 24 dicembre 1978.
Dopo l'ordinazione sacerdotale è cappellano all'Università di Monterrey in Messico, professore degli studi economici, amministratore generale con la responsabilità per seminari e scuole dei Legionari di Cristo in Italia, Spagna e Irlanda. Dal 1983 esercita il ministero pastorale nella parrocchia di Saint Bartholomew a Bethesda in Washington.
Nel 1984 esce dalla congregazione dei Legionari di Cristo e si incardina nell'arcidiocesi di Washington, dove ricopre i seguenti incarichi: vice parroco nella parrocchia di Saint Thomas the Apostle (1984-1985), direttore del Centro Cattolico Spagnolo (1986), direttore esecutivo reggente delle Organizzazioni Caritative Cattoliche (1987-1988), segretario per gli affari finanziari (1989-2001), parroco dell'Annunciation Parish (2000-2002).

### Ministero episcopale e cardinalato

#### Vescovo ausiliare di Washington
Papa Giovanni Paolo II lo nomina vescovo titolare di Rusuccuru e ausiliare di Washington il 28 dicembre 2001. Riceve l'ordinazione episcopale l'11 febbraio 2002 dall'allora cardinale Theodore Edgar McCarrick, di cui diviene vicario generale per l'amministrazione e moderatore della curia.

#### Vescovo di Dallas

Stemma da vescovo di Dallas

Il 6 marzo 2007 è nominato vescovo di Dallas da papa Benedetto XVI; succede a Charles Victor Grahmann, dimessosi per raggiunti limiti di età. Prende possesso della diocesi il successivo 1º maggio.

#### Prefetto del Dicastero per i laici, la famiglia e la vita
Il 15 agosto 2016 viene nominato da papa Francesco prefetto del nuovo Dicastero per i laici, la famiglia e la vita, con decorrenza effettiva dal 1º settembre 2016. Lo stesso giorno assume il titolo di vescovo emerito di Dallas.
Il 9 ottobre 2016 papa Francesco ne annuncia la creazione a cardinale nel concistoro del 19 novembre successivo, tenutosi presso la basilica di San Pietro in Vaticano. Durante la cerimonia gli sono stati conferiti l'anello, la berretta cardinalizia e la diaconia di San Giuliano Martire. Il giorno successivo, 20 novembre, ha preso parte alla cerimonia di chiusura del Giubileo straordinario della misericordia, iniziato l'8 dicembre del 2015.
Il 10 giugno 2017 è nominato membro dell'Amministrazione del patrimonio della Sede Apostolica.

Lo stemma del cardinale durante la sede vacante del 2025.

Il 14 febbraio 2019 viene nominato da papa Francesco camerlengo di Santa Romana Chiesa, divenendo così il primo porporato statunitense a ricoprire questo ruolo.
Il 29 settembre 2020 è nominato presidente della Commissione di materie riservate, il 1º giugno 2022 membro della Congregazione per il culto divino e la disciplina dei sacramenti, mentre il 7 giugno seguente presidente del Comitato per gli investimenti. Inoltre il 2 giugno 2023 è nominato presidente della Corte di cassazione dello Stato della Città del Vaticano, con decorrenza dal 1º gennaio 2024, mentre il 21 novembre 2024 riceve anche l'incarico di amministratore unico del Fondo Pensioni Vaticano.
Il 21 aprile 2025, a seguito della morte di papa Francesco, in conformità ai canoni del Codice di diritto canonico, in qualità di camerlengo, annuncia pubblicamente la morte del pontefice, ne constata il decesso e assume la funzione di governo ordinario della chiesa fino all'elezione del nuovo papa. Lo stesso giorno decade dagli altri incarichi.
Il 7 e 8 maggio 2025 ha partecipato come cardinale elettore al conclave che ha portato all'elezione di papa Leone XIV, il quale lo ha confermato donec aliter provideatur negli incarichi da lui svolti il 9 maggio successivo.

## Controversie

### Legami con Theodore Edgar McCarrick
Nel luglio 2018, l'arcivescovo di Washington Theodore Edgar McCarrick si trova al centro di uno scandalo dopo essere stato accusato di aver molestato e abusato di uomini adulti nei suoi programmi di formazione al seminario come anche giovani sacerdoti per un periodo che copre 50 anni (accuse che portano alle sue dimissioni dal Collegio cardinalizio).
In questo frangente, molti giornali e opinionisti si chiedono se Farrell e gli altri vescovi che hanno servito sotto McCarrick fossero a conoscenza delle molestie e degli abusi e siano stati conniventi, decidendo di non fare e dire niente al riguardo. Farrell è tra questi vescovi quello con il grado più elevato, essendo stato scelto da McCarrick nel 2001 come vescovo ausiliare e avendolo servito per sei anni nella direzione dell'arcidiocesi di Washington. Farrell ha inoltre condiviso con McCarrick un appartamento a Washington D.C. per sei anni. Farrell ha scelto per il suo stemma (vedi sezione Araldica di questo articolo) lo stesso leone presente nello stemma di McCarrick, che il giornalista Michael Sean Winters ha chiamato suo "mentore nell'episcopato".
Nel settembre 2018, Il Fatto Quotidiano afferma di aver ottenuto un dossier (finora mai pubblicato) sulla persona di Farrell, parte di un rapporto di 300 pagine su corruzione, omosessualità ed estorsione nel Vaticano.

### IX Incontro mondiale delle famiglie
In vista del IX Incontro mondiale delle famiglie nel 2018 a Dublino, il vescovo Brendan Leahy annuncia che la comunità LGBT dev'essere benvenuta al convegno. Farrell, in quanto prefetto del Dicastero per i laici, la famiglia e la vita, si fa carico dell'organizzazione e direzione del convegno e rimuove tutti i riferimenti a comunità LGBT.
Nell'agosto del 2018, Mary McAleese, ex presidente irlandese e accademica di fede cattolica, conferma che non parteciperà all'incontro visto che lei e la sua famiglia non si sentono benvenuti. McAleese afferma che questo evento è "essenzialmente un raduno di destra... ed è stato concepito proprio per questo motivo, per radunare persone e motivarle a lottare contro l'onda dei matrimoni tra persone dello stesso sesso, diritti per i gay, il diritto di aborto, il diritto alla contraccezione".
L'ente fondato per l'organizzazione e la raccolta fondi per il IX Incontro mondiale delle famiglie ha riportato una perdita di 4,4 milioni di euro alla fine del 2018, nonostante il supporto di 11 000 volontari.

## Genealogia episcopale e successione apostolica
La genealogia episcopale è:
- Cardinale Scipione Rebiba
- Cardinale Giulio Antonio Santori
- Cardinale Girolamo Bernerio, O.P.
- Arcivescovo Galeazzo Sanvitale
- Cardinale Ludovico Ludovisi
- Cardinale Luigi Caetani
- Cardinale Ulderico Carpegna
- Cardinale Paluzzo Paluzzi Altieri degli Albertoni
- Papa Benedetto XIII
- Papa Benedetto XIV
- Papa Clemente XIII
- Cardinale Marcantonio Colonna
- Cardinale Giacinto Sigismondo Gerdil, B.
- Cardinale Giulio Maria della Somaglia
- Cardinale Carlo Odescalchi, S.I.
- Cardinale Costantino Patrizi Naro
- Cardinale Lucido Maria Parocchi
- Papa Pio X
- Papa Benedetto XV
- Papa Pio XII
- Cardinale Francis Joseph Spellman
- Cardinale Terence James Cooke
- Cardinale[20] Theodore Edgar McCarrick
- Cardinale Kevin Joseph Farrell

La successione apostolica è:
- Vescovo John Douglas Deshotel (2010)
- Vescovo Mark Joseph Seitz (2010)
- Vescovo John Gregory Kelly (2016)